# TRAPPIST-1c
TRAPPIST-1cは地球から見てみずがめ座の方向に39.4光年離れた位置にある赤色矮星TRAPPIST-1を公転している太陽系外惑星である。2016年にTRAPPISTによってトランジット法で発見された。

## 特徴
| 地球 | TRAPPIST-1c |
| ---- | ----------- |
| 地球 | Exoplanet   |

TRAPPIST-1cは地球の1.095倍の大きさを持つ岩石惑星とされている。質量は当初、地球の1.15倍や、1.38倍などと、観測結果によって若干のばらつきがあったが、2018年2月に発表された観測結果により、現在は1.156倍前後という値になっている。また、これまで質量の誤差が大きかったため、詳細に求められなかった密度と表面重力の値が詳細に求められ、TRAPPIST-1cは地球の0.883倍の密度を持ち、表面の重力の強さは地球の0.966倍である事も判明した。密度が大きいため、TRAPPIST-1cは地球と同じように岩石で出来ており、海や氷、厚い大気は存在しないと考えられている。
主星からの距離は地球から月までの約6倍しかない約0.0158au（約237万km）で、わずか2日半で公転している。c:b=8:5、d:c=5:3という軌道共鳴の関係が見られる。

## 大気

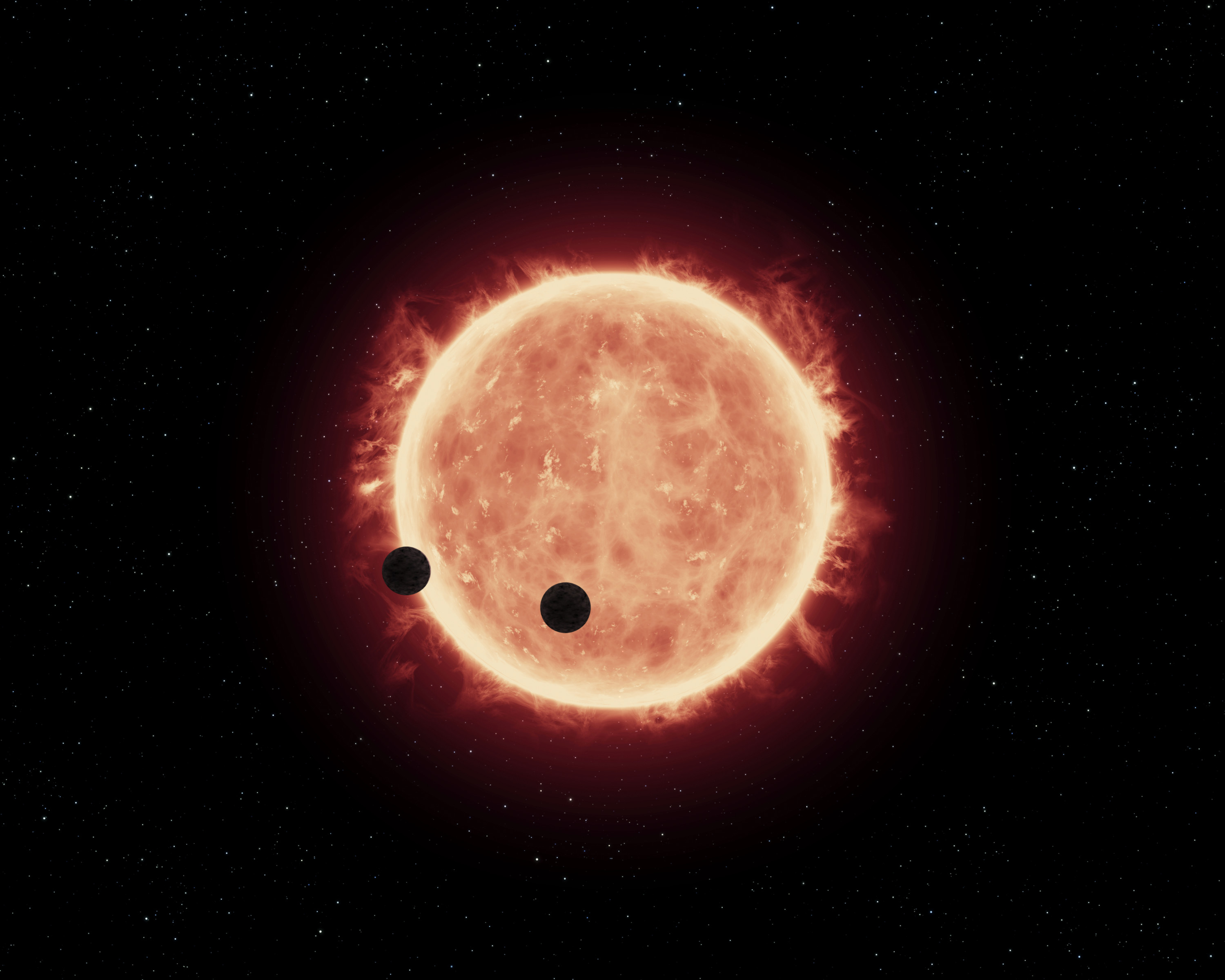
TRAPPIST-1bとTRAPPIST-1cが同時にトランジットを起こす想像図

2016年5月4日、TRAPPIST-1cはその内側を公転するTRAPPIST-1bと共に同時にトランジット（恒星面通過）を起こした。その様子はハッブル宇宙望遠鏡によって観測され、大気成分の分析を試みた。その結果、詳細な大気成分は判明しなかったが、少なくともガス惑星のような水素などで満たされた大気ではないと判明した。
2023年6月、ジェイムズ・ウェッブ宇宙望遠鏡を用いた観測データからTRAPPIST-1c昼側の温度が約110℃（約380 K）であることが判明。太陽系の金星のような強い温室効果をもたらす厚い大気も持たないとの研究結果が発表された。一方で薄い大気が存在する可能性は残されているとしている。

## 画像

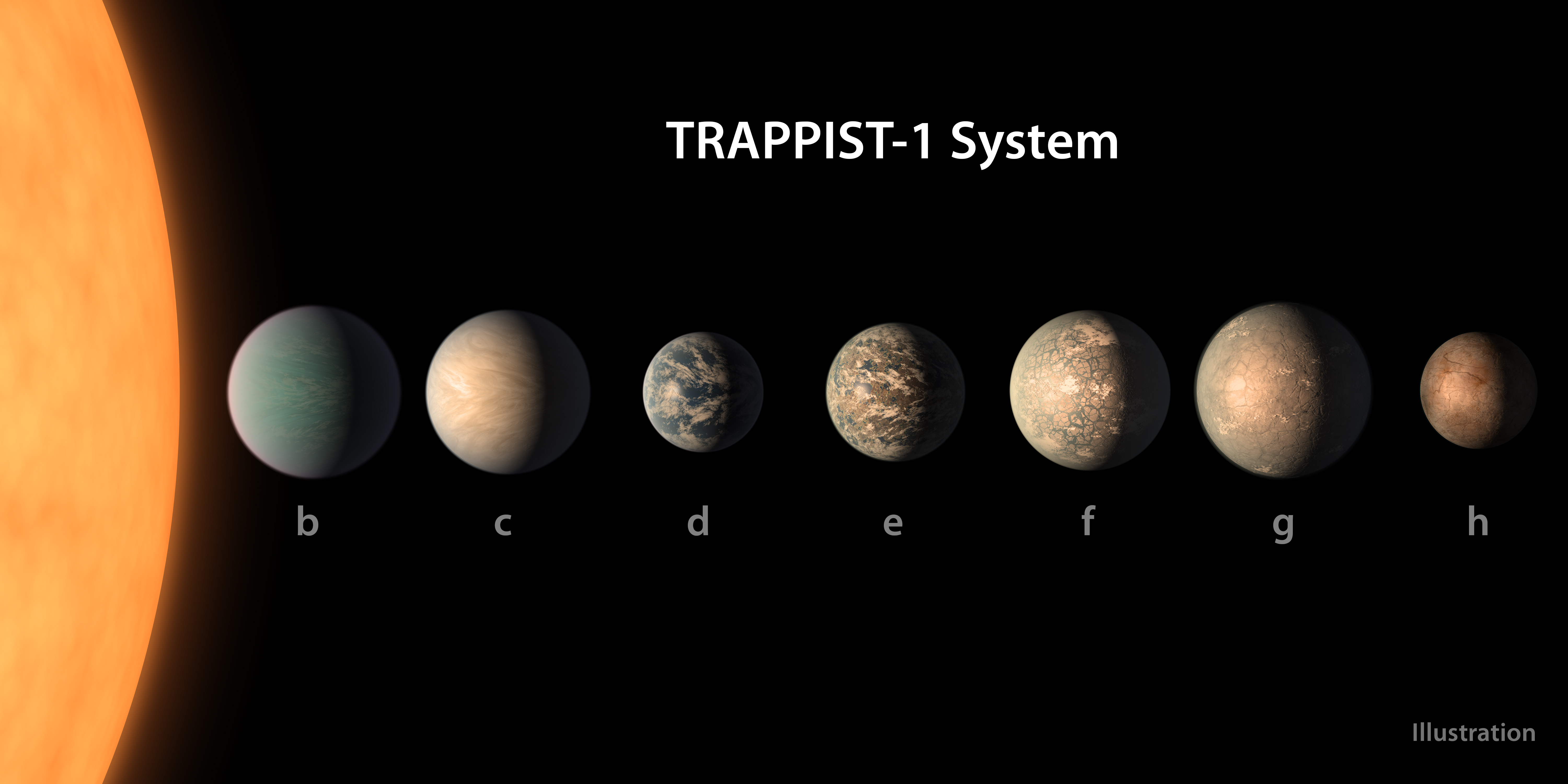
TRAPPIST-1系の7つの惑星の想像図
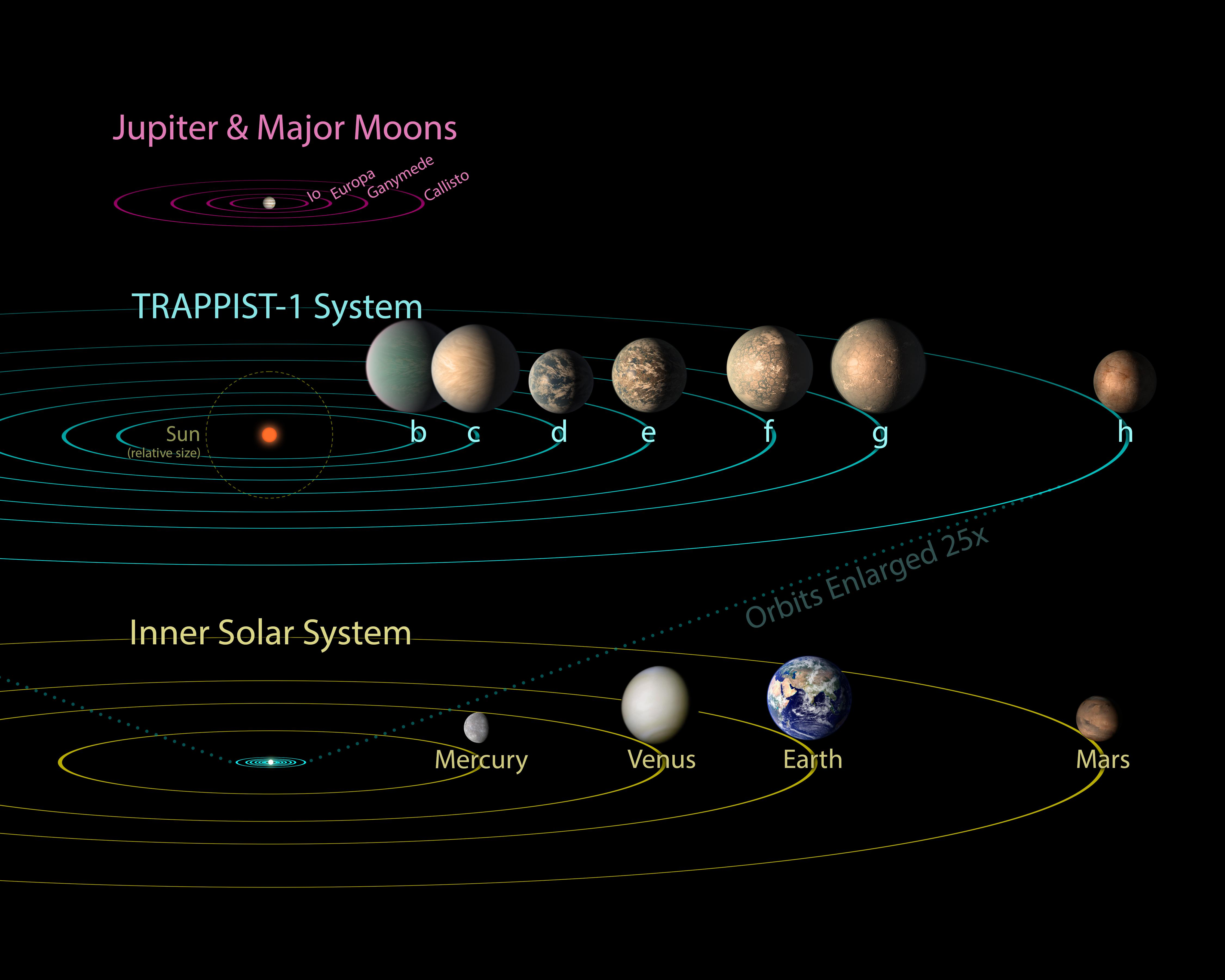
TRAPPIST-1系の惑星の軌道と、太陽系の岩石惑星の軌道、木星のガリレオ衛星の軌道を比較した図
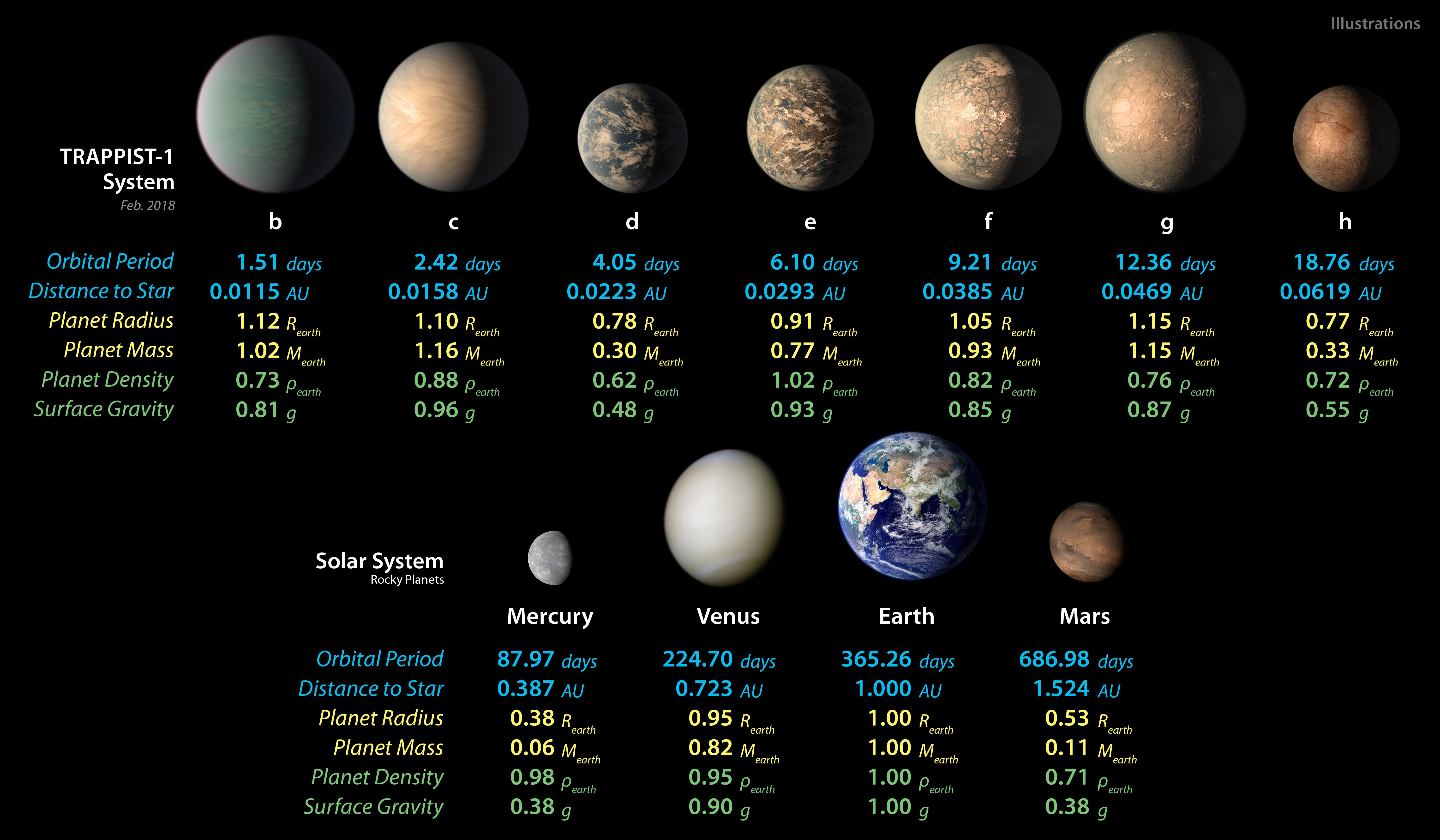
TRAPPIST-1系の惑星と太陽系の岩石惑星を比較した図